# Хронологія Ленінопаду (2024)
У цій статті в хронологічному порядку наведено перелік подій, які відбувалися в рамках Ленінопаду. Перший головний розділ вміщує демонтажі, знесення та повалення пам'ятників Володимирові Леніну. Окремими розділами наведені події демонтажів та повалень пам'ятників іншим комуністичним діячам, а також ліквідації радянських символів під час Ленінопаду. Окрім того, окремо наведено перелік подій, під час яких демонтажам, знесенням чи пошкодженням яких, чинили опір. Перелік подій, дата яких невідома, також поданий окремим розділом.
У випадку демонтажу пам'ятки це може не бути вказано. Якщо пам'ятник повалено або демонтовано з примітками — це вказується додатково.
Ще на початок 2021 року, всього в Україні, з приблизно 1600 (сума знесених + ті, що лишились) лишалось близько 300 пам'ятників Леніну, абсолютна більшість з яких була розташована на тимчасово окупованій Російською Федерацією території України.
Станом на 15 листопада 2023 року, згідно повідомлення Міністерства культури та інформаційної політики України, на демонтаж в Україні чекає понад 2100 пам'яток місцевого значення радянського або російського часу.

## Знесення, демонтаж та пошкодження пам'ятників і об'єктів Леніну

### Серпень
- 16 серпня, м. Суджа, Курська область (РФ). Згідно повідомлення Міністерства культури та інформполітики України, пам'ятник Леніну на центральній площі міста Суджі — демонтовано[3].

## Ліквідація та пошкодження пам'ятників комуністичним діячам та інших радянських і російсько-імперських символів

### Січень
- 5 січня, м. Київ. Зафарбовано георгіївську стрічку на станції метро Героїв Дніпра[4].
- 8 січня, с. Зубівка Закарпатська область. Декомунізовано радянський монумент[5].
- 9 січня, м. Херсон. Демонтовано погруддя Маяковського[6].
- 12 січня, с. Плоске Закарпатська область. Демонтовано радянську символіку на місцевому меморіалі[7].
- 12 січня, м. Харків. Демонтовано два барельєфи із зображенням Пушкіна[8].
- 12 січня, с. Липча Закарпатська область. Демонтовано радянську зірку[9].
- 14 січня, м. Лубни Полтавська область. Демонтовано радянську символіку всередині будівлі залізничного вокзалу[10].
- 16 січня, с. Криве Львівська область. Демонтовано радянський монумент[11].
- 18 січня, м. Верхньодніпровськ Дніпропетровська область. Демонтовано погруддя Щербицькому[12].
- 19 січня, с. Берездівці Львівська область. Демонтовано радянський монумент[13].
- 19 січня, м. Київ. Демонтовано радянські зірки на шляхопороводі над Протасовим Яром[14].
- 24 січня, с. Приборжавське Закарпатська область. Демонтовано радянську меморіальну дошку[15].
- 25 січня, м. Ватутіне Черкаська область. Демонтовано погруддя Ватутіну[16].
- 26 січня, м. Люботин Харківська область. Демонтовано два макети радянських орденів[17].
- 30 січня, с. Банюнин Львівська область. Демонтовано зображення радянського солдата[18].
- 30 січня, с. Глибоке Закарпатська область. Демонтовано російськомовну назву села[19].
- 30 січня, м. Харків. Закрито напис «Серп и молот»[20].
- 30 січня, м. Харків. Зафарбовано напис «50 лет ВЛКСМ» на будівлі по вулиці Бібліка[21].
- 30 січня, м. Харків. Закрито серп і молот на фасаді будівлі лікарні № 2 на проспекті Героїв Харкова[22].
- 30 січня, м. Харків. Демонтовано погруддя комсомольцям на бульварі Богдана Хмельницького[23].
- 30 січня, м. Полтава. Демонтовано серпи і молоти на вулиці Соборності[24].
- 30 січня, с. Понятівка Одеська область. Демонтовано серп і молот[25].
- 31 січня, м. Острог Рівненська область. Демонтовано радянські обеліск та пам'ятний знак[26].

### Лютий
- 5 лютого, м. Лубни Полтавська область. Демонтовано меморіальну дошку Щелканову[27].
- 9 лютого, м. Київ. Демонтовано напис «Площа Льва Толстого» на однойменній станції метро[28].
- 9 лютого, м. Павлоград Дніпропетровська область. Демонтовано барельєф з радянськими солдатами[29].
- 12 лютого, с. Василенкове Харківська область. Демонтовано пам'ятник Горькому[30].
- 12 лютого, с. П'ятницьке Харківська область. Демонтовано макет радянського ордену з серпом і молотом[31].
- 12 лютого, с. Кицівка Харківська область. Демонтовано макет радянського ордену з серпом і молотом[32].
- 13 лютого, м. Ізмаїл Одеська область. Демонтовано меморіальну дошку російським військам XVIII ст.[33]
- 15 лютого, м. Харків. Демонтовано погруддя молодогвардійцям на вулиці Культури[34].
- 19 лютого, м. Київ. Демонтовано анотаційну дошку «Героям Сталінграду»[35].
- 20 лютого, с. Чорна Одеська область. Демонтовано серп і молот з фасаду Будинку культури[36].
- 20 лютого, с. Новоселівка Дніпропетровська область. Демонтовано погруддя Карлу Марксу[37].
- 21 лютого, м. Харків. Зафарбовано серп і молот на вулиці Сковороди[38].
- 24 лютого, с. Мар'ївка Дніпропетровська область. Вітром відірвано голову пам'ятнику радянському солдату[39].
- 25 лютого, м. Бориспіль Київська область. Демонтовано радянський меморіал[40].

### Березень
- 3 березня, м. Зіньків Полтавська область. Демонтовано макет радянського ордену у центрі міста[41].
- 6 березня, с. Гусинка Харківська область. Демонтовано погруддя Ватутіну[42].
- 6 березня, м. Зіньків Полтавська область. Демонтовано радянську символіку біля міської бібліотеки[43].
- 7 березня, м. Харків. Демонтовано три таблички з серпами і молотами[44].
- 7 березня, м. Кропивницький. Демонтовано радянський меморіал з серпами і молотами[45].
- 7 березня, м. Кропивницький. На вулиці Тарковського демонтовано дошку з серпом і молотом[46].
- 8 березня, м. Кропивницький. Демонтовано меморіальну дошку комуністу Василині[47].
- 10 березня, м. Херсон. Демонтовано радянську меморіальну дошку на вулиці Старообрядницькій[48].
- 13 березня, м. Харків. Демонтовано анотаційну дошку Дерев'янку[49].
- 14 березня, сел. Олексієво-Дружківка Донецька область. Демонтовано макет радянського ордену з серпом і молотом та написи про Велику Вітчизняну війну[50].
- 14 березня, м. Мерефа Харківська область. Демонтовано дошку радянському військовослужбовцю Терентьєву[51].
- 15 березня, м. Харків. Демонтовано радянський крінжовий монумент біля Харківського СІЗО[52].
- 15 березня, м. Харків. Демонтовано серпи і молоти з грат вікон на вулиці Євгена Котляра[53].
- 19 березня, м. Харків. Демонтовано дошку Маяковському[54].
- 20 березня, с. Ленківці Чернівецька область. Демонтовано два макети радянських орденів з серпами і молотами[55].
- 21 березня, с. Конюшки Івано-Франківська область. Демонтовано макет радянського ордену[56].
- 22 березня, с. Насташка Київська область. Демонтовано серп і молот[57].
- 22 березня, м. Бориспіль Київська область. Демонтовано дошку герою радянського союзу Борисову[58].
- 22 березня, с. Бережани Вінницька область. Демонтовано радянську символіку з меморіалу Другої світової війни[59].
- 24 березня, м. Харків. Демонтовано серп і молот на вулиці Конторській[60].
- 26 березня, м. Полтава. На меморіалі замінено «41» на «39»[61].
- 26 березня, м. Полтава. Демонтовано дошку Ляхову[62].
- 26 березня, м. Полтава. Демонтовано дошку Лідову[63].
- 27 березня, м. Суми. Демонтовано меморіальну дошку Катерині Зеленко[64].
- 27 березня, м. Кропивницький. Демонтовано серп і молот з фасаду будинку[65].
- 28 березня, с. Старе Село Сумська область. Демонтовано серп і молот[66].
- 28 березня, м. Калуш Івано-Франківська область. Демонтовано «41»[67].
- 29 березня, селище Малинівка Харківська область. Демонтовано радянські зірки[68].
- 30 березня, м. Київ. Демонтовано радянський танк біля школи № 230[69].

### Квітень
- 1 квітня, селище Борова Харківська область. Російський снаряд знищив радянський меморіал з орденами, серпами і молотами[70].
- 1 квітня, с. Поділля Івано-Франківська область. Демонтовано радянський монумент[71].
- 4 квітня, м. Кривий Ріг Дніпропетровська область. Демонтовано пам'ятник Горькому біля школи № 71[72].
- 4 квітня, м. Біляївка Одеська область. Демонтовано пам'ятник Котовському та двом червоноармійцям[73].
- 12 квітня, м. Ковель Волинська область. Демонтовано пам'ятник радянським артилеристам[74].
- 14 квітня, м. Вінниця. Демонтовано погруддя Юрію Гагаріну[75].
- 14 квітня, м. Черкаси. Усунуто написи з меморіальної дошки Рябоконю[76].
- 14 квітня, м. Київ. Демонтовано меморіальну дошку Максиму Горькому на вулиці Лютеранській[77].
- 15 квітня, м. Дніпро. Демонтовано знак «Днепропетровск»[78].
- 17 квітня, м. Кременчук Полтавська область. Демонтовано пам'ятник борцям за владу рад[79].
- 24 квітня. Клевань Рівненська область. Демонтовано пам'ятник радянським солдатам[80].
- 25 квітня, с. Незвисько Івано-Франківська область. Демонтовано радянську гармату[81].
- 26 квітня, м. Рівне. Демонтовано монументальний комплекс радянським солдатам[82][83].
- 26 квітня, м. Харків. Зафарбовано зображення Пушкіна[84].
- 28 квітня, м. Харків. Демонтовано написи «Пушкінська» на станції метро «Ярослава Мудрого»[85].
- 29 квітня, м. Кременчук Полтавська область. Зафарбовано радянський напис з серпом і молотом[86].
- 30 квітня, м. Київ. Демонтовано пам'ятник на честь Переяславської ради в складі скульптурної композиції «Арка Свободи українського народу»[87][88].

### Травень
- 1 травня, м. Харків. Демонтовано радянську зірку[89].
- 1 травня, м. Харків. Демонтовано дошку маршалу Батицькому[90].
- 1 травня, м. Харків. Демонтовано барельєф на честь жовтневого перевороту[91].
- 1 травня, м. Харків. Демонтовано погруддя Макаренку біля школи № 100[92].
- 1 травня, с. Комар Донецька область. Зафарбовано напис «колхоз завет ильича»[93].
- 2 травня, м. Гадяч Полтавська область. Декомунізовано меморіал Другої світової війни[94].
- 3 травня, м. Кривий Ріг Дніпропетровська область. Демонтовано два написи «Парк Павлова»[95].
- 3 травня, м. Кременчук Полтавська область. Демонтовано російськомовну меморіальну дошку стосовно подій 1905 року[96].
- 6 травня, селище Велика Олександрівка Херсонська область. Демонтовано радянську дошку[97].
- 7 травня, м. Канів Черкаська область. Демонтовано погруддя Олегу Кошовому[98].
- 8 травня, селище Щирець Львівська область. Демонтовано зображення радянських солдатів[99].
- 11 травня, м. Кам'янське Дніпропетровська область. Демонтовано меморіальну дошку комуністу Сачку[100].
- 13 травня, м. Нікополь Дніпропетровська область. Демонтовано пам'ятник прикордоннику часів Другої Світової війни Усову[101].
- 13 травня, селище Томашпіль Вінницька область. Напис «41» замінено на «39»[102].
- 17 травня, Срібне Донецька область. Демонтовано пам'ятник Горькому[103].
- 20 травня, м. Нікополь Дніпропетровська область. Демонтовано напис про комсомольців[104].
- 20 травня, м. Харків. Демонтовано дошку радянським міністрам[105].
- 20 травня, м. Харків. Демонтовано дошку Яану Ряппо[106].
- 21 травня, Новгородка Кіровоградська область. Демонтовано радянську гармату,  замість якої встановлено тризуб[107].
- 21 травня, с. Багате Одеська область. Демонтовано зображення пам'ятника Суворову на зупинці[108].
- 23 травня, селище Катеринопіль Черкаська область. Демонтовано макет радянського ордена із серпом і молотом[109].
- 27 травня, с. Мала Радогощ Хмельницька область. Демонтовано макет радянського ордена із серпом і молотом[110].
- 29 травня, с. Маяки Одеська область. Демонтовано макети радянських орденів і напис «41»[111].

### Червень
- 1 червня, м. Харків. Демонтовано серп, молот та радянські зірки з могили радянського діяча Зашихіна, яка розташована у Молодіжному парку міста[112].
- 2 червня, с. Кам'янське Закарпатська область. Демонтовано пам'ятник радянським солдатам[113].
- 2 червня, м. Харків. На шляхопроводі Магомета Караєва замінено радянські зірки на тризуби[114].
- 3 червня, с. Олександрівка Одеська область. Демонтовано серпи і молоти на меморіалі[115].
- 4 червня, с. Знаменівка Дніпропетровська область. Відбито голови у пам'ятників радянським солдатам[116].
- 4 червня, м. Харків. Демонтовано пам'ятник Ломоносову[117].
- 5 червня, м. Київ. Демонтовано радянські зірки на станції метро Либідська[118].
- 5 червня, м. Харків. Демонтовано постамент від погруддя Пушкіну[119].
- 5 червня, с. Яворівка Вінницька область. Демонтовано погруддя Чкалову[120].
- 7 червня, с. Вікнини Хмельницька область. Демонтовано погруддя Чкалову[121].
- 7 червня, м. Житомир. Демонтовано радянські меморіальні дошки з фасаду міської ради[122].
- 10 червня, м. Хорол Полтавська область. Демонтовано радянську зірку та дошку героям громадянської війни[123].
- 11 червня, м. Ізмаїл Одеська область. Демонтовано пам'ятник російському генералу Тучкову[124][125].
- 11 червня, с. Розділ Львівська область. Демонтовано напис про радянську вітчизну на постаменті[126].
- 12 червня, с. Кольчино Закарпатська область. Демонтовано дошки з написами про велику вітчизняну[127].
- 12 червня, м. Івано-Франківськ. Демонтовано вивіску Новгородський на ринку у середмісті[128].
- 13 червня, с. Рилівка Хмельницька область. Демонтовано макет радянського ордена із серпом і молотом[129].
- 13 червня, с. Велятино Закарпатська область. Демонтовано радянську меморіальну дошку[130].
- 13 червня, м. Дружківка Донецька область. Демонтовано парк фігур з російськими та радянськими діячами[131].
- 14 червня, м. Куп'янськ Харківська область. Демонтовано зображення ордена із серпом і молотом та російськомовний напис[132].
- 14 червня, м. Золочів Львівська область. Демонтовано барельєф із зображенням радянських солдатів[133].
- 14 червня, м. Харків. Демонтовано дошку Батову на вулиці Ярослава Мудрого[134].
- 15 червня, м. Дніпро. Демонтовано дошку російським військовим[135].
- 19 червня, с. Чорнобаївка Херсонська область. Пам'ятник Гагаріну втратив частину обличчя[136].
- 19 червня, с. Чорноголова Закарпатська область. Демонтовано табличку «Пам'ятник архітектури XVIII ст.» на місцевій дерев'яній церкві з написом УРСР[137].
- 20 червня, с. Річка Закарпатська область. Демонтовано напис на стелі «від колгоспників комунару»[138].
- 21 червня, с. Теребля Закарпатська область. Демонтовано радянську меморіальну дошку на будівлі сільської ради[139].
- 21 червня, с. Олійники Хмельницька область. Демонтовано пам'ятник Гагаріну[140].
- 21 червня, м. Харків. Демонтовано радянські зірки на меморіалі Слави[141].
- 21 червня, с. Глибоке Івано-Франківська область. Демонтовано барельєф із зображенням радянського солдата[142].
- 24 червня, м. Слов'янськ Донецька область. Зафарбовано мапу колишнього СРСР[143].
- 24 червня, м. Білгород-Дністровський Одеська область. Демонтовано серп, молот і напис «СРСР» на мозаїці[144].
- 25 червня, с. Бронька Закарпатська область. Демонтовано пам'ятник радянському солдату[145].
- 26 червня, м. Київ. Демонтовано пам'ятник з баштою радянського танку поблизу школи № 170[146].
- 26 червня, селище Чернелиця Івано-Франківська область. Демонтовано радянський меморіал[147].
- 27 червня, м. Олександрія Кіровоградська область. Демонтовано напис «школа імені Горького»[148].
- 28 червня, м. Білгород-Дністровський Одеська область. Демонтовано макет радянського ордена із зображенням кремля[149].
- 28 червня, м. Білгород-Дністровський Одеська область. Демонтовано макет радянського ордена із серпом і молотом[150].

### Липень
- 1 липня, м. Івано-Франківськ. Демонтовано меморіальну дошку комуністичному діячу Миколі Кіщуку[151][152].
- 2 липня, селище Гвіздець Івано-Франківська область. Демонтовано монумент радянському солдату[153][154].
- 4 липня, м. Снятин Івано-Франківська область. Зафарбовано цитату Максима Горького на постаменті Стефанику[155].
- 5 липня, с. Рунгури Івано-Франківська область. Демонтовано дошку герою радянського союзу Артамонову[156].
- 5 липня, с. Сопів Івано-Франківська область. Демонтовано пам'ятник радянському солдату[157].
- 5 липня, селище Печеніжин Івано-Франківська область. Демонтовано пам'ятник радянському солдату[158].
- 5 липня, с. Княждвір Івано-Франківська область. Демонтовано погруддя радянського солдата[159].
- 5 липня, с. Вишків Івано-Франківська область. Демонтовано пам'ятник комсомольцям села, які загинули в 1946 році[160].
- 5 липня, селище Вигода Івано-Франківська область. Демонтовано пам'ятник радянському солдату[161].
- 5 липня, селище Войнилів Івано-Франківська область. Демонтовано пам'ятник радянському солдату[162].
- 5 липня, с. Сарники Івано-Франківська область. Демонтовано написи про велику вітчизняну і «41»[163].
- 5 липня, с. Діброва Івано-Франківська область. Демонтовано пам'ятник радянському солдату[164].
- 5 липня, м. Бердичів Житомирська область. Демонтовано дошку Карастояновій[165].
- 6 липня, м. Ізмаїл Одеська область. Ліквідовано постамент на місці колишнього пам'ятника російському генералу Тучкову, який демонтували 11 червня[166].
- 7 липня, м. Харків. З пам'ятника Юр'єву демонтовано орден Леніна та 2 ордени із серпами з молотом [167].
- 8 липня, м. Рахів Закарпатська область. Демонтовано радянську меморіальну дошку[168].
- 9 липня, селище Букачівці Івано-Франківська область. Демонтовано пам'ятник радянському солдату[169].
- 9 липня, с. Чернів Івано-Франківська область. Демонтовано пам'ятник радянському солдату[170].
- 11 липня, м. Хуст Закарпатська область. Демонтовано дати «1941-1945» на меморіальному комплексі[171].
- 13 липня, м. Харків. Зафарбовано російськомовні написи на Палаці Спорту[172].
- 14 липня, м. Харків. Демонтовано радянські зірки на воротах Харкова з боку Пісочина[173].
- 14 липня, м. Харків. Демонтовано пам'ятник червоноармійцю на Новій Баварії[174].
- 15 липня, с. Корнів Івано-Франківська область. Демонтовано радянський меморіал[175].
- 15 липня, с. Далешове Івано-Франківська область. Демонтовано барельєф радянського солдата[176].
- 16 липня, селище Браїлів Вінницька область. Демонтовано дошку з радянською символікою на меморіалі[177].
- 18 липня, с. Ліпляве Черкаська область. Демонтовано напис «Гайдара» на в'їзді до села[178].
- 19 липня, м. Полтава. Демонтовано радянський танк[179].
- 19 липня, м. Харків. Демонтовано пам'ятник з серпом та молотом[180].
- 24 липня, м. Львів. Демонтовано радянські зірки з будинку на вул. Городоцькій[181].
- 25 липня, м. Харків. Демонтовано російськомовну меморіальну дошку поету Чичибабіну на вулиці Каденюка[182].
- 26 липня, с. Тужилів Івано-Франківська область. Демонтовано пам'ятник радянському солдату[183].
- 26 липня, с. Григорівка Черкаська область. Демонтовано макет радянського ордена із серпом і молотом[184].
- 30 липня, м. Павлоград Дніпропетровська область. Демонтовано малу архітектурну пам’ятку у вигляді радянської гармати[185].
- 31 липня, м. Харків. Демонтовано дві радянські меморіальні дошки на Бурсацькому узвозі[186].

### Серпень
- 1 серпня, м. Харків. Демонтовано меморіальну дошку російському режисеру Анатолію Ефросу[187].
- 1 серпня, м. Харків. Демонтовано меморіальну дошку маршалу Бажанову[188].
- 1 серпня, с. Миколаївка Дніпропетровська область. Демонтовано два макети радянських орденів та напис «41»[189].
- 2 серпня, с. Лука Івано-Франківська область. Демонтовано пам'ятник радянському солдату[190].
- 2 серпня, м. Харків. Демонтовано меморіальну дошку на вулиці Волонтерській з написом про річницю перемоги у великій вітчизняній війні[191].
- 2 серпня, с. Середня Івано-Франківська область. Демонтовано пам'ятник радянському солдату[192].
- 3 серпня, м. Харків. Демонтовано меморіальну дошку Ващенку[193].
- 6 серпня, м. Кривий Ріг Дніпропетровська область. Знищено меморіальну дошку Миколі Кузнєцову[194].
- 6-7 серпня, м. Калуш Івано-Франківська область. Демонтовано скульптурний комплекс «Пагорб Слави»[195].
- 7 серпня, с. Вікно Івано-Франківська область. Демонтовано пам'ятник радянському солдату[196][197].
- 7 серпня, с. Слобідка Івано-Франківська область. Демонтовано пам'ятник радянському солдату[196][197].
- 7 серпня, с. Вербівці Івано-Франківська область. Демонтовано пам'ятник радянському солдату[196][197].
- 13 серпня, м. Ізюм Харківська область. Впав з постаменту пам'ятник Волоху[198][199].
- 14 серпня, м. Харків. Демонтовано меморіальну дошку маршалу Конєву[200].
- 14 серпня, м. Харків. Демонтовано меморіальну дошку маршалу Малиновському[200].
- 17 серпня, м. Білгород-Дністровський Одеська область. Демонтовано погруддя Пушкіна разом із постаментом[201].
- 17 серпня, м. Городенка Івано-Франківська область. Демонтовано монумент з постатями радянських солдатів[202].
- 17 серпня, с. Котиківка Івано-Франківська область. Демонтовано монумент з постатями радянських солдатів та інші символи радянської доби[202].
- 18 серпня, м. Харків Демонтовано дошку Танкопію[203].
- 20 серпня, м. Коломия Івано-Франківська область. Демонтовано меморіал воїнам радянської армії, що загинули в роки Другої світової війни[204].
- 21 серпня, с. Раківчик Івано-Франківська область. Демонтовано пам'ятник радянському солдату[205].
- 21 серпня, с. Іллінці Івано-Франківська область. Демонтовано пам'ятник радянському солдату[205].
- 21 серпня, с. Корнич Івано-Франківська область. Демонтовано пам'ятник радянському солдату[205].
- 22 серпня, м. Харків. Демонтовано пам'ятник Малишеву[206].
- 22 серпня, м. Полтава. Демонтовано постамент пам'ятника Ватутіну, який було ліквідовано 27 липня 2023 року[207].
- 23 серпня, м. Коростишів Житомирська область. Демонтовано макет радянського ордена на меморіалі пам'яті загиблим у Другій світовій війні[208].
- 23 серпня, м. Харків. Демонтовано меморіальну дошку стосовно співака Шаляпіна[209].
- 23 серпня, м. Харків. Повністю зафарбовано мурал із героєм радянського союзу Набойченком[210].
- 23 серпня, м. Баранівка Житомирська область. На стіні будівлі зафарбовано серп і молот[211].
- 25 серпня, м. Харків. Демонтовано ще одну меморіальну дошку Танкопію (прим. — див. допис за 18 серпня)[212].
- 25 серпня, м. Харків Демонтовано дошку на честь НКВС[213].
- 25 серпня, с. Незвисько Івано-Франківська область. Демонтовано радянський монумент[214].
- 25 серпня, с. Лука Івано-Франківська область. Демонтовано радянський монумент[214].
- 30 серпня, м. Полтава. У Петровському парку демонтували надгорбну плиту з могили червоноармійців-комуністів[215].

### Вересень
- 1 вересня, м. Боярка Київська область. Остаточно демонтовано пам'ятник Павці Корчагіну[216].
- 1 вересня, м. Харків. Демонтовано радянську дошку на бульварі Юр'єва[217].
- 1 вересня, м. Харків. Зафарбовано серп і молот на стіні будинку по вулиці Георгія Тарасенка[218].
- 3 вересня, м. Харків. З публічного простору на пр-ті Тракторобудівників усунуто зображення персонажів радянських мультфільмів[219].
- 3 вересня, м. Харків. Демонтовано меморіальну дошку комуністу Борзенку, яку свого часу встановила організація «Оплот»[220].
- 5 вересня, м. Харків. Демонтовано дві дошки комуністу Борзенку на вулиці Татькова[221].
- 6 вересня, м. Харків. Демонтовано дошку радянському генералу Карбишеву[222].
- 6 вересня, м. Дніпро. З фасаду будівлі демонтовано вивіску «Победа»[223].
- 6 вересня, м. Ужгород Закарпатська область. В одній з локацій міста закрили герб СРСР та радянські пропагандистські написи[224].
- 7 вересня, м. Харків. Демонтовано дошку радянському композитору Дунаєвському[225].
- 7 вересня, м. Харків. Демонтовано дошку радянським солдатам на вулиці Куликівській[226].
- 7 вересня, м. Одеса. Демонтовано орден Леніна і медаль «Золота зірка» з пам'ятника «Крила Перемоги» на Площі Десятого квітня[227][228].
- 7 вересня, м. Харків. Демонтовано зірку зі шпиля на вулиці Георгія Тарасенка[229].
- 8 вересня, м. Харків. Демонтовано пам'ятник Гагаріну[230].
- 8 вересня, м. Галич Івано-Франківська область. Демонтовано пам'ятник радянському солдату[231].
- 8 вересня, с. Демешківці Івано-Франківська область. Демонтовано пам'ятник радянському солдату[232].
- 8 вересня, с. Крилос Івано-Франківська область. Демонтовано пам'ятник радянському солдату[233].
- 8 вересня, с. Дорогів Івано-Франківська область. Демонтовано радянський монумент[234].
- 8 вересня, с. Бринь Івано-Франківська область. Демонтовано радянську скульптуру[235].
- 9 вересня, м. Одеса. Демонтовано другий комплект ордена Леніна і медалі «Золота зірка» з пам'ятника «Крила Перемоги» на Площі Десятого квітня[236].
- 9 вересня, м. Харків. Демонтовано дошку герою радянського союзу Чинкову на майдані Конституції[237].
- 12 вересня, м. Одеса. Демонтовано вивіску на торговому центрі з написом «Котовский»[238].
- 13 вересня, селище Липова Долина Сумська область. Демонтовано зображення радянського ордена з серпом і молотом[239].
- 13 вересня, м. Одеса. Демонтовано бюст радянському письменнику Максиму Горькому[240].
- 13 вересня, м. Одеса. Демонтовано вивіску з написом «Суворовський»[241][242].
- 14 вересня, м. Київ. Демонтовано БМП з пам'ятника «афганцям» на вулиці Виставковій[243].
- 16 вересня, м. Лохвиця Полтавська область. Демонтовано стенд героям радянського союзу[244].
- 21 вересня, м. Харків. Демонтовано три скульптури, які були присвячені героям відомого роману Ільфа та Петрова «Дванадцять стільців»[245].
- 22 вересня, м. Харків. Демонтовано третю дошку енкаведисту Танкопію[246].
- 22 вересня, с. П'ядики Івано-Франківська область. Демонтовано пам'ятник радянському солдату[247].
- 24 вересня, с. Ільниця Закарпатська область. Демонтовано погруддя Антону Макаренку[248].
- 24 вересня, с. Тростянець Івано-Франківська область. Демонтовано пам'ятник радянському солдату[249].
- 25 вересня, с. Вільшаниця Івано-Франківська область. Демонтовано пам'ятник радянському солдату[250].
- 26 вересня, с. Нова Ободівка Вінницька область[251].
- 26 вересня, с. Загір'я-Кукільницьке Івано-Франківська область. Демонтовано пам'ятник радянському солдату[252].
- 26 вересня, м. Харків. Зафарбовано зображення Юрія Гагаріна на залізничній станції Левада[253].
- 27 вересня, с. Кобилецька Поляна Закарпатська область. Демонтовано напис «41» і радянську дошку[254].
- 28 вересня, м. Одеса. Демонтовано (з третьої спроби) барельєф ордена Леніна та медалі "Золота зірка" на Площі Десятого квітня[255].

### Жовтень
- 2 жовтня, с. Клубівці Івано-Франківська область. Знесено пам'ятник радянської доби[256].
- 5 жовтня, м. Слов'янськ Донецька область. Демонтовано пам'ятник Горькому[257].
- 5 жовтня, м. Кременчук Полтавська область. Зафарбовано мурал Макаренку[258].
- 8 жовтня, с. Лучинці Івано-Франківська область. Демонтовано пам'ятник радянському солдату[259].
- 8 жовтня, с. Конюшки Івано-Франківська область. Демонтовано барельєф радянському солдату[259].
- 8 жовтня, м. Миколаїв. Демонтовано барельєф радянського ордену «Перемога»[260].
- 10 жовтня, с. Вілія Рівненська область. Демонтовано пам'ятник радянському письменнику Ніколаю Островському[261].
- 11 жовтня, с. Мельники Черкаська область. Демонтовано меморіальну дошку з прізвищами російських діячів[262].
- 11 жовтня, м. Одеса. Демонтовано комуністичну символіку у вигляді герба УРСР з фасаду пам'ятки архітектури[263].
- 16 жовтня, с. Галиця Чернігівська область. Барельєф радянського ордену «Перемога» на обеліску приховано від обзору методом сайдингу[264].
- 20 жовтня, м. Слов'янськ Донецька область. Зруйновано пам'ятник російському письменнику Антону Чехову[265][266].
- 22 жовтня, м. П'ятихатки, Дніпропетровська область. Демонтовано напис російською мовою на радянському паротязі[267].
- 23 жовтня, м. Черкаси. Демонтовано пам'ятник радянському комісару Дідюку[268].
- 24 жовтня, м. Тячів Закарпатська область. Демонтовано обеліск та дошки обрамлення на радянському меморіалі у міському парку[269].
- 25 жовтня, м. Умань Черкаська область. Демонтовано радянську дошку на вулиці Європейській на честь «жовтневого перевороту»[270].
- 31 жовтня, м. Кам'янка Черкаська область. Демонтовано дошку Чайковському[271].

### Листопад
- 1 листопада, селище Шишаки Полтавська область. Демонтовано макет радянського ордена із серпом і молотом[272].
- 4 листопада, м. Окни Одеська область. Зафарбовано радянський напис[273].
- 6 листопада, м. Судова Вишня Львівська область. Перепоховано радянських солдатів на кладовище[274].
- 7 листопада, м. Кам'янець-Подільський Хмельницька область. Демонтовано пам'ятник комсомольцям[275].
- 8 листопада, м. Бердичів Житомирська область. Знесено один з останніх обелісків радянських часів[276].
- 8 листопада, м. Умань Черкаська область. Демонтовано радянську гармату[277].
- 8 листопада, м. Умань Черкаська область. Демонтовано радянський танк[278].
- 11 листопада, м. Харків. Зафарбовано мурал із зображенням Дунаєвського[279].
- 11 листопада, м. Шептицький Львівська область. Демонтовано знак із написом Червоноград.[280].
- 13 листопада, с. Синява Київська область. Демонтовано серп і молот з фронтону будівлі[281].
- 15 листопада, м. Кривий Ріг Дніпропетровська область. Демонтовано пам'ятник Лермонтову на просп. Центральному[282].
- 15 листопада, м. Кривий Ріг Дніпропетровська область. Демонтовано пам'ятник Пушкіну на вулиці Гірничих інженерів[283].
- 18 листопада, селище Славсько Львівська область. Демонтовано плити радянським солдатам біля школи[284].
- 20 листопада, м. Білгород-Дністровський Одеська область. Демонтовано пам'ятник радянській партизанці Зої Космодем'янській[285].
- 20 листопада, с. Шидлівці Хмельницька область. Демонтовано радянську зірку[286].
- 20 листопада, м. Кривий Ріг Дніпропетровська область. Демонтовано пам'ятник Максиму Горькому[287].
- 22 листопада, м. Овруч Житомирська область. Демонтовано радянський танк[288].
- 26 листопада, с. Маяки Донецька область. Демонтовано пам'ятник радянських часів[289].
- 27 листопада, с. Довгалівка Рівненська область. Демонтовано серп і молот біля сільської школи[290].
- 29 листопада, м. Кривий Ріг Дніпропетровська область. Демонтовано пам'ятник Льву Толстому[291][292].

### Грудень
- 2 грудня, селище Мізоч Рівненська область. Демонтовано малу архітектурну форму (стелу) з написом «ГАГАРИНЕЦ»[293].
- 2 грудня, м. Миколаїв. Демонтовано колишній піонерський заповідник у парку «Юних Героїв»[294].
- 2 грудня, м. Миколаїв. Демонтовано і прибрано зі скверу «Аркасівський» пам’ятник, встановлений на честь 50-річчя комсомолу України[294].
- 2 грудня, м. Миколаїв. Демонтовано і вивезено з парку «Адміралтейський» пам’ятний камінь, на якому був напис про посаджену у 1977 році алею на честь 60-річчя Жовтневої революції[294].
- 2 грудня, селище Саврань Одеська область. Демонтовано радянську символіку на меморіалі пам'яті загиблим у Другій світовій війні[295].
- 2 грудня, с. Вигода Тернопільська область. Демонтовано радянську символіку та серп і молот з фронтону Будинку культури[296].
- 3 грудня, м. Черкаси. Демонтовано барельєф у міській бібліотеці із зображенням Антона Макаренка[297].
- 4 грудня, м. Київ. Демонтовано погруддя радянських військових діячів – Сидора Ковпака, Івана Черняховського, Павла Рибалка та Олексія Федорова, які були встановлені у столичному парку Слави[298].
- 6 грудня, м. Чернігів. Демонтовано погруддя Попудренку біля Чернігівської загальноосвітньої школи І-ІІІ ступенів № 18[299].
- 8 грудня, м. Павлоград Дніпропетровська область. Демонтовано радянський танк ІС-2[300].
- 14 грудня, м. Кременчук Полтавська область. З фронтону будинку Палацу культури і творчості демонтовано напис стосовно комуніста-революціонера Котлова[301].
- 16 грудня, м. Білгород-Дністровський Одеська область. Демонтовано меморіальну дошку Пушкіну за адресою: вул. Музейна, 2[302][303].
- 23 грудня, м. Татарбунари Одеська область. Невідомими особами пошкоджено пам'ятник Пушкіну[304].
- 25 грудня, м. Тростянець Сумська область. Демонтовано меморіальну дошку Чайковському[305].
- 26 грудня, м. Кагарлик Київська область. Демонтовно макет радянського ордена з серпом і молотом[306].
- 26 грудня, м. Кропивницький. Демонтовано російськомовні надписи на меморіальному комплексі «Фортечні вали»[307].
- 27 грудня, м. Київ. Демонтовано назви міст та радянські символи на Алеї міст-героїв в Національному музеї історії України у Другій світовій війні[308][309].
- 29 грудня, м. Дніпро. Демонтовно меморіальну дошку комсомольцям-поетам М. Свєтлову, М. Голодному та О. Ясному[310].
- 30 грудня, м. Ужгород Закарпатська область. Демонтовано таблички з написами "УРСР" на Горянській ротонді та на будинку на Радванці[311].
- 30 грудня, с. Вереміївка Черкаська область. Демонтовано серп і молот на пам'ятній стелі[312].
- 30 грудня, м. Миколаїв. Зафарбовано радянську меморіальну дошку стосовно 61 комунара[313].
- 30 грудня, м. Одеса. Демонтовано пам'ятник радянському актору і співаку Володимиру Висоцькому[314][315].
- 31 грудня, м. Миколаїв. Демонтовано меморіальну дошку Максиму Горькому[316].
- 31 грудня, м. Одеса. Демонтовано пам'ятний знак загиблим на підводному човні «Курськ»[317].